# Necropoli di Ancon
La necropoli di Ancon è una necropoli preispanica di oltre diecimila metri quadrati situata a nord della baia di Ancon, a 43 km dalla città di Lima, in Perù.

## Scoperte e scavi
Dagli scavi archeologi risulta che l'insediamento fosse una piccola città, che durante l'epoca imperiale di Pachacamac-Huari era costituita anche di case di pietre e adobe. Le principali attività erano il commercio e la pesca. All'interno delle tombe sono stati trovati numerosi ornamenti in metallo prezioso, come braccialetti, anelli, spille, perle, fusi d'oro e sottili lamine. Nelle tombe di quest'epoca sono state trovate anche bilance con reti, che sostituiscono i piatti, per pesare il cotone in fiocco. Durante questi anni anche l'artigianato era fiorente, con abilissimi tessitori e tessitrici; lo rivela una tomba scoperta alla fine dell'Ottocento in cui accanto ad un ricco cestino da lavoro è stato trovato un fardo vestito con una tunica policroma nella quale sono intessute raffigurazioni del "Dio dell'Arco" di stile Huari. Il fardo funebre si presenta come una grossa balla di cotone o più raramente di pelle di cervo, di volpe, di giaguaro o di foca, sormontata da una falsa testa dipinta di rosso imbottita di foglie.
Con la fine dell'impero Huaru, attorno al X secolo, le tombe smisero di essere così ricche di metalli preziosi ma continuarono a contenere stoffe raffinate e terracotte cerimoniali.

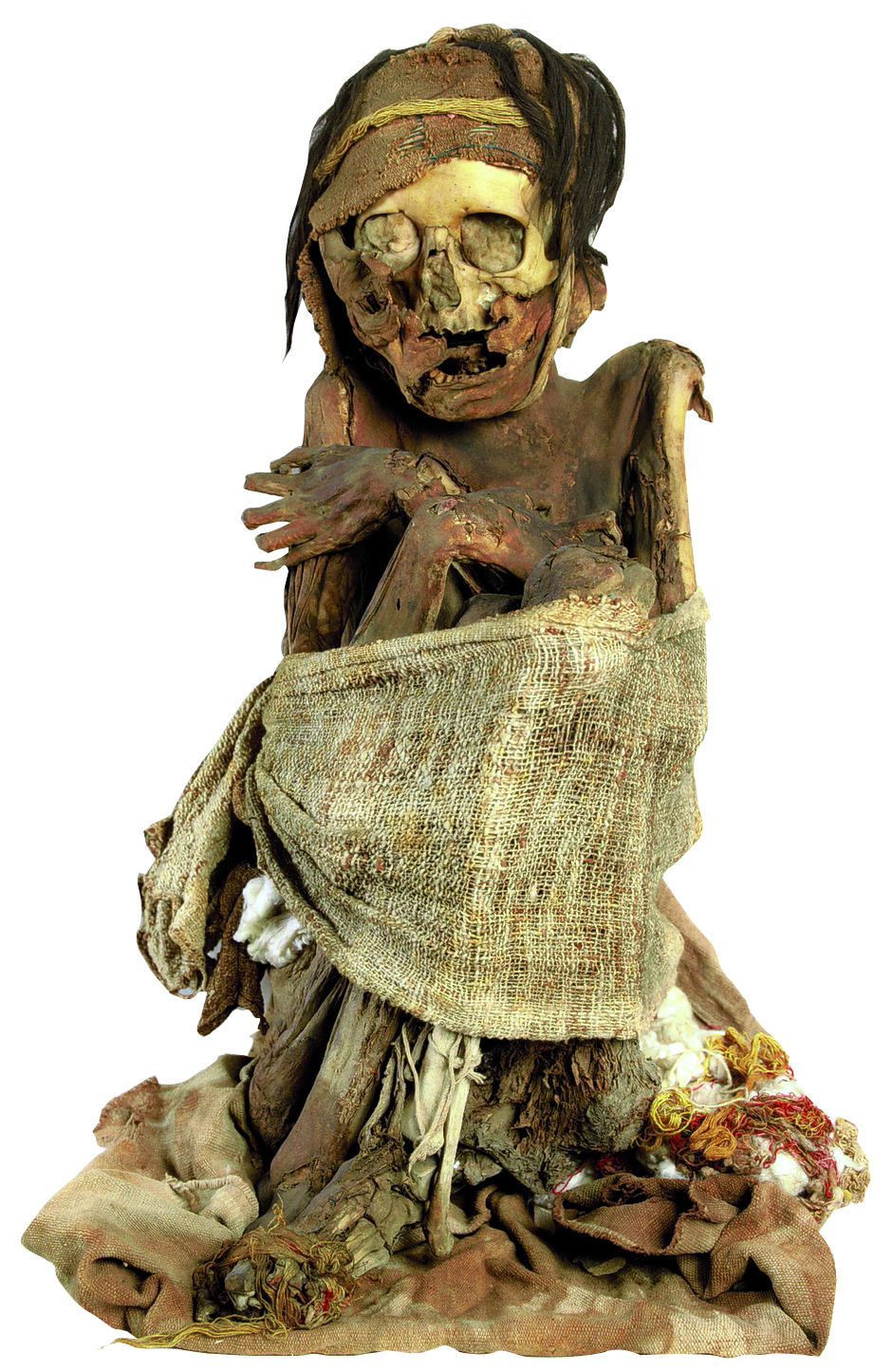
Mummia femminile dalla necropoli di Ancon, probabilmente epoca inca. XV-XVI, conservato presso il Museo civico di Modena.